# Mesquite (Texas)
Mesquite é uma cidade localizada no estado norte-americano do Texas, no Condado de Dallas e Condado de Kaufman.

## Demografia
Segundo o censo norte-americano de 2000, a sua população era de 124.523 habitantes.
Em 2006, foi estimada uma população de 131.447, um aumento de 6924 (5.6%).

## Geografia
De acordo com o United States Census Bureau tem uma área de 112,5 km², dos quais 112,4 km² cobertos por terra e 0,1 km² cobertos por água. Mesquite localiza-se a aproximadamente 151 m acima do nível do mar.

## Localidades na vizinhança
O diagrama seguinte representa as localidades num raio de 16 km ao redor de Mesquite.